# ماغدالينا كوب
ماغدالينا كوب (بالألمانية: Magdalena Kopp)‏ مصورة ألمانية، ولدت في 2 أبريل 1948 في نوي-أولم في ألمانيا، وتوفيت في 15 يونيو 2015 في فرانكفورت في ألمانيا.

## وصلات خارجية
- ماغدالينا كوب على موقع الموسوعة البريطانية (الإنجليزية)